# Kanonokrendek
A kanonokrendek (latin: canonici regulares) a katolikus kereszténységben a kanonoki és a szerzetesi életformát összekapcsoló szerzetesrendek. Azok a rendek tartoznak ide, melyeknek alkotmánya a kanonokok közös életét szabályozó Szt. Ágoston-szabályzat, de a monachális, Szt. Benedek reguláját követő rendek életéből is több vonást megvalósítanak. Legtöbbször a lelkipásztorkodással való foglalkozás volt a döntő oka annak, hogy az ősi regula bizonyos követelményeinek teljesítése mellett a szabadabb mozgást lehetővé tevő Szt. Ágoston-féle regulát válasszák életük normájává.

## Történet
Eredetileg a kanonokok közös életre, s háztartásra és különös rendszabályok által előírt életmódra voltak kötelezve. 
A 10. században az együttélés megszűnt, s a káptalani vagyont a kanonokok maguk közt felosztották, minden kanonok számára külön javadalmat (prebenda) hasítottak ki, míg a közös életet tovább folytató kanonokok kanonokrendekké alakultak át. A monasztikus rendek mellett egyre nagyobb szerepet játszottak ezek a kanonokrendek is, melyek a Szent Chrodegang szabályaitól elhajolt világi kanonokokkal (canonici saeculares) szemben a tiszta Szt. Ágostoni regula alapján álltak (canonici regulares = szabályozott kanonokok), és az erkölcsös életet, a közösségi szemléletet követelték meg tagjaiktól. 
A 12. század első fele a reguláris kanonokság fellendülésének időszaka. 
Ebben az időben jöttek létre a reguláris kanonokok reformközpontjai, a reguláris kanonoki kongregációk és maguk a kanonokrendek is.
A rendek közül hazánkban és nemzetközileg is Szt. Norbert alapítása (1121), a premontrei rend ért el legegyetemesebb hatást.
A kanonokrendek eleinte a monasztikus rendekhez hasonlóan a liturgikus istentisztelet végzését tekintették főfeladatuknak, de a 12. század elejétől a lelkészkedést és a hithirdetést is programjukba vették.

## Szervezetek
Az egyes rendek és kongregációk (nem teljes lista):
- Ágoston-rendi kanonokrend (CRSA)
- Premontrei kanonokrend (OPraem)
- Keresztes kanonokok (OSCr)
- Vörös csillagos keresztes kanonokok

## További információ
- Declaratio de Vita Canonica. Kiad. az Ágostonos Kanonokok Konföderációjának Prímási Tanácsa, 1969.